# オールダム
オールダム（Oldham）は、イングランドのグレーター・マンチェスター（Greater Manchester）に属するタウン。マンチェスター中心部から北東へ11kmに位置する。行政上はメトロポリタン・バラ・オブ・オールダムに所属し、その中心エリアを占める。

## 歴史
歴史的にはランカシャーに属していた。19世紀に国際的な繊維産業の中心都市として発展した。産業革命では、最初に産業が興ったエリアの1つであり、イングランドで綿製品、繊維製品の最も重要な中心地の1つとなった。最盛期には、世界で最も生産力のある紡績工場があり、綿織物の生産は、フランスとドイツを合わせた量よりも多かった。20世紀中旬に、繊維産業は衰退し始め、1998年に最後に残った工場も閉鎖された。
繊維産業の衰退により、このエリアの経済は衰退し、現在は工業エリアではなく、居住地域となっている。

## スポーツ
- サッカークラブのオールダム・アスレティックと、ラグビーリーグクラブのオールダムRLFCの本拠地である。

## 出身人物
- イアン・カーショー - 歴史家
- ウィリアム・ウォルトン - 作曲家
- ブライアン・クラーク - 美術家、ステンドグラスデザイナー。
- カレン・エルソン - モデル
- クェンティン・スキナー - 政治学者
- ジョン・ロバート・クラインス - 政治家
- デビッド・プラット - サッカー選手
- マーク・オーエン - 歌手
- ジョージ・フォード - ラグビー選手